# 波尔托帕洛-迪卡波帕塞罗
波尔托帕洛-迪卡波帕塞罗（義大利語：Portopalo di Capo Passero），是意大利西西里大区锡拉库萨省的一个市镇。总面积14.87平方公里，人口3767人，人口密度253.3人/平方公里（2009年）。ISTAT代码为089020。